# Mark (rugby)
Il mark è un'azione di gioco del rugby a 15 che viene realizzata quando un giocatore in fase difensiva, solitamente un tre quarti, all'interno della propria linea dei 22 metri afferra direttamente il pallone calciato da un avversario (o rimbalzato su un palo della porta) gridando al contempo "Mark!". Il mark dà diritto alla squadra che lo ha chiamato a un calcio libero sul punto in cui è stato effettuato, che deve essere battuto dallo stesso giocatore che lo ha effettuato mentre gli avversari devono trovarsi ad almeno dieci metri di distanza. In alternativa, o nel caso in cui per un qualsiasi motivo il giocatore che ha effettuato il mark non è in grado di battere il calcio libero, si può richiedere di giocare una mischia. Nel caso in cui il mark viene chiamato all'interno dell'area di meta l'eventuale mischia dovrà formarsi sulla linea dei cinque metri. Non è possibile effettuare un mark in seguito a un calcio di invio.
Il vantaggio nell'ottenere un mark per una squadra in fase difensiva è evidente: in questo modo non solo si spezza il gioco avversario senza la necessità di contestare il pallone, ma inoltre sarà anche la squadra che ha effettuato questa giocata a riprendere il gioco stesso.
In passato il regolamento consentiva di chiamare un mark in qualsiasi punto del campo, a patto che il giocatore avesse entrambi i piedi sul terreno di gioco, con la possibilità anche di tirare in porta per guadagnare punti. Durante gli anni 1970 il regolamento venne modificato in modo simile all'attuale, tranne per il fatto che il mark poteva essere effettuato all'interno della propria metà campo.